# Читива, Андрес
Андрес Читива Эспиноса (исп. Andrés Chitiva Espinoza; род. 13 августа 1979, Богота, Колумбия) — колумбийский футболист, выступавший на позиции полузащитника. Известен по выступлениям за мексиканский клуб «Пачука» и сборную Колумбии.

## Клубная карьера
В 1997 году Читива начал свою карьеру в клубе «Мильонариос» из своего родного города Боготы. В 2000 году по рекомендации своего земляка и капитана «Пачуки» Мигеля Калеро, Андерс перешёл в этот мексиканский клуб. В составе нового клуба Читива выиграл четыре мексиканских Примеры, а также помог впервые в истории мексиканского футбола завоевать Южноамериканский кубок. С «Пачукой» он также трижды завоевал Кубок чемпионов КОНКАКАФ и стал победителем Североамериканской суперлиги. За 11 сезонов, проведённые в Мексике, Андерс также на правах аренды выступал за «Индиос», «Атлас», «Веракрус» и «Америку». Читива также является одним из рекордсменом клуба по числу сыгранных матчей.

## Международная карьера
В 2005 году Читива дебютировал за сборную Колумбии. 25 марта 2007 года в товарищеском матче против сборной Швейцарии Андерс забил свой первый гол за национальную команду. В том же году Читива принял участие в Кубке Америки. На турнире он сыграл в поединках против сборных Аргентины и США.

## Достижения
Командные
 «Пачука»
- Чемпионат Мексики по футболу — Инверно 2001
- Чемпионат Мексики по футболу — Апертура 2003
- Чемпионат Мексики по футболу — Клаусура 2006
- Чемпионат Мексики по футболу — Клаусура 2007
- Североамериканская суперлига — 2007
- Обладатель Кубка чемпионов КОНКАКАФ — 2002
- Обладатель Кубка чемпионов КОНКАКАФ — 2007
- Обладатель Кубка чемпионов КОНКАКАФ — 2008
- Обладатель Южноамериканского кубка — 2006